# تاریخچه باشگاه فوتبال پاری سن-ژرمن

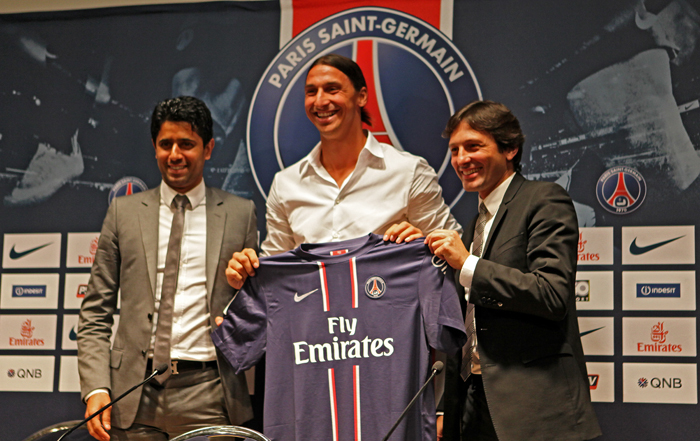
پاری سن-ژرمن در دهه ۲۰۱۰ پس از تصاحب قطر و جذب زلاتان ابراهیموویچ دوباره به شهرت رسید.

باشگاه فوتبال پاری سن-ژرمن در اوت ۱۹۷۰ پس از ادغام باشگاه فوتبال پاریس و اِستاد سن-ژرمن تأسیس شد. پاری سن ژرمن تأثیر فوری گذاشت و در اولین فصل خود به لیگ دسته ۱ صعود کرد و عنوان قهرمانی لیگ ۲ را به دست آورد. با این حال، حرکت آنها به زودی بررسی شد و باشگاه در سال ۱۹۷۲ تجزیه شد. پاریس اف‌سی در لیگ برتر باقی ماند، در حالی که پاری سن ژرمن از نظر اداری به لیگ ۳ سقوط کرد. پس از صعودهای پیاپی، پی‌اس‌جی به سرعت در سال ۱۹۷۴ به لیگ برتر بازگشت و به پارک دو پرنس نقل مکان کرد.
اولین جام‌های باشگاه در دهه ۱۹۸۰ به دست آمد. پاریسی‌ها با هدایت بازیکنانی مانند سافت سوشیچ، لوئیس فرناندز و دومینیک روچتو، دو قهرمانی پیاپی در جام حذفی فرانسه را در سال‌های ۱۹۸۲ و ۱۹۸۳ به دست آوردند و سپس اولین قهرمانی خود در لیگ را در سال ۱۹۸۶ به دست آوردند و پس از آن رو به افول رفتند. اما تصاحب غول‌های تلویزیونی کانال+ در سال ۱۹۹۱ پی‌اس‌جی را احیا کرد. این باشگاه که توسط دیوید ژینولا، جرج وه‌آ و رای رهبری می‌شد، ۹ جام کسب کرد و در طول دهه ۱۹۹۰ به پنج نیمه نهایی پیاپی اروپا رسید. مهم‌تر از همه، پاریس در سال ۱۹۹۴ عنوان دوم لیگ را به دست آورد و افتخار آن، جام برندگان جام اروپا در سال ۱۹۹۶ با اسطوره لوئیس فرناندز اکنون به عنوان مربی است.
در آغاز سده بیست و یکم، قرمز و آبی‌ها با وجود جادوی رونالدینیو و گل‌های پائولتا، تلاش کردند تا ارتفاعات را تغییر دهند. پنج جام دیگر در قالب سه جام فرانسه، یک جام لیگ فرانسه و یک جام یوفا اینترتوتو به دست آمد، اما تیم پایتخت به دلیل عبور از یک بحران پرمخاطب به بحران دیگر بیشتر شناخته شد. در نتیجه کانال+ در سال ۲۰۰۶ باشگاه را به کلونی کپیتال فروخت. با این حال، وضعیت بدتر شد و پاری سن ژرمن در فصل‌های ۰۷–۲۰۰۶ و ۰۸–۲۰۰۷ برای جلوگیری از سقوط سپری کرد.
با خرید این باشگاه در سال ۲۰۱۱ توسط قطر اسپورتس سرمایه‌گذاری (QSI) ثروت پاری سن ژرمن به طرز چشمگیری تغییر کرد. از آن زمان، پاریس هزینه‌های زیادی را برای خرید بازیکنان درجه یک جهان مانند زلاتان ابراهیموویچ، تیاگو سیلوا، ادینسون کاوانی، آنخل دی ماریا، لیونل مسی و به ویژه نیمار و کیلیان امباپه دو نقل و انتقالات گران‌قیمت تاریخ فوتبال جهان، خرج کرده است. در نتیجه، پاری سن ژرمن بر فوتبال فرانسه مسلط شد و ۲۷ جام کسب کرد: هفت عنوان لیگ، شش جام حذفی فرانسه، شش جام لیگ فرانسه و ۸ سوپر جام فرانسه. آنها همچنین در مرحله حذفی لیگ قهرمانان اروپا به یک بازیکن ثابت تبدیل شده‌اند و برای اولین بار در سال ۲۰۲۰ به فینال رسیده‌اند.

## سال‌های اولیه (۱۹۷۰–۱۹۷۳)

### پاریس + سن-ژرمن
در تابستان ۱۹۷۰، یک گروه جاه طلب از تجار تصمیم گرفتند یک تیم بزرگ در پایتخت فرانسه ایجاد کنند. گای کرسنت و پیر اتین گیوت تصمیم گرفتند بخش مجازی خود را با نام پاریس که در سال ۱۹۶۹ ایجاد شد، با اِستاد سن-ژرمن از هانری پاترل پس از تیمی از سن-ژرمن-آن-له، ۱۵ کیلومتری غرب پاریس و بنیان‌گذاری در سال ۱۹۰۴، ادغام کنند. به لیگ ۲ صعود کرد. با این حال، این سه مرد تا زمانی که با سانتیاگو برنابئو، رئیس باشگاه رئال مادرید ملاقات کردند، در زمینه امکان‌سنجی مالی پروژه گیر کردند. او به آنها گفت که یک کمپین تأمین مالی جمعی بهترین راه حل برای ایجاد یک تیم جدید است. ۲۰٬۰۰۰ نفر از این پروژه حمایت کردند و پاری سن ژرمن در ۱۷ ژوئن ۱۹۷۰ تشکیل شد. گیوت چند روز بعد به عنوان اولین رئیس باشگاه انتخاب شد. برای نخستین بار در تاریخ فوتبال فرانسه، هواداران در ساخت یک باشگاه کمک مالی کردند.
ادغام پس از ایجاد انجمن باشگاه در ۱۲ اوت ۱۹۷۰ رسمی شد پاری سن ژرمن این روز را به عنوان تاریخ بنیان‌گذاری خود حفظ می‌کند. قرمز، آبی و سفید به عنوان رنگ‌های سنتی باشگاه پذیرفته شد. قرمز و آبی نشان دهنده شهر پاریس است، درحالی‌که سفید نماد پادشاهی فرانسه است و مخفف شهر سلطنتی نزدیک به سن-ژرمن-آن-له، زادگاه پادشاه فرانسه لوئیس چهاردهم است.

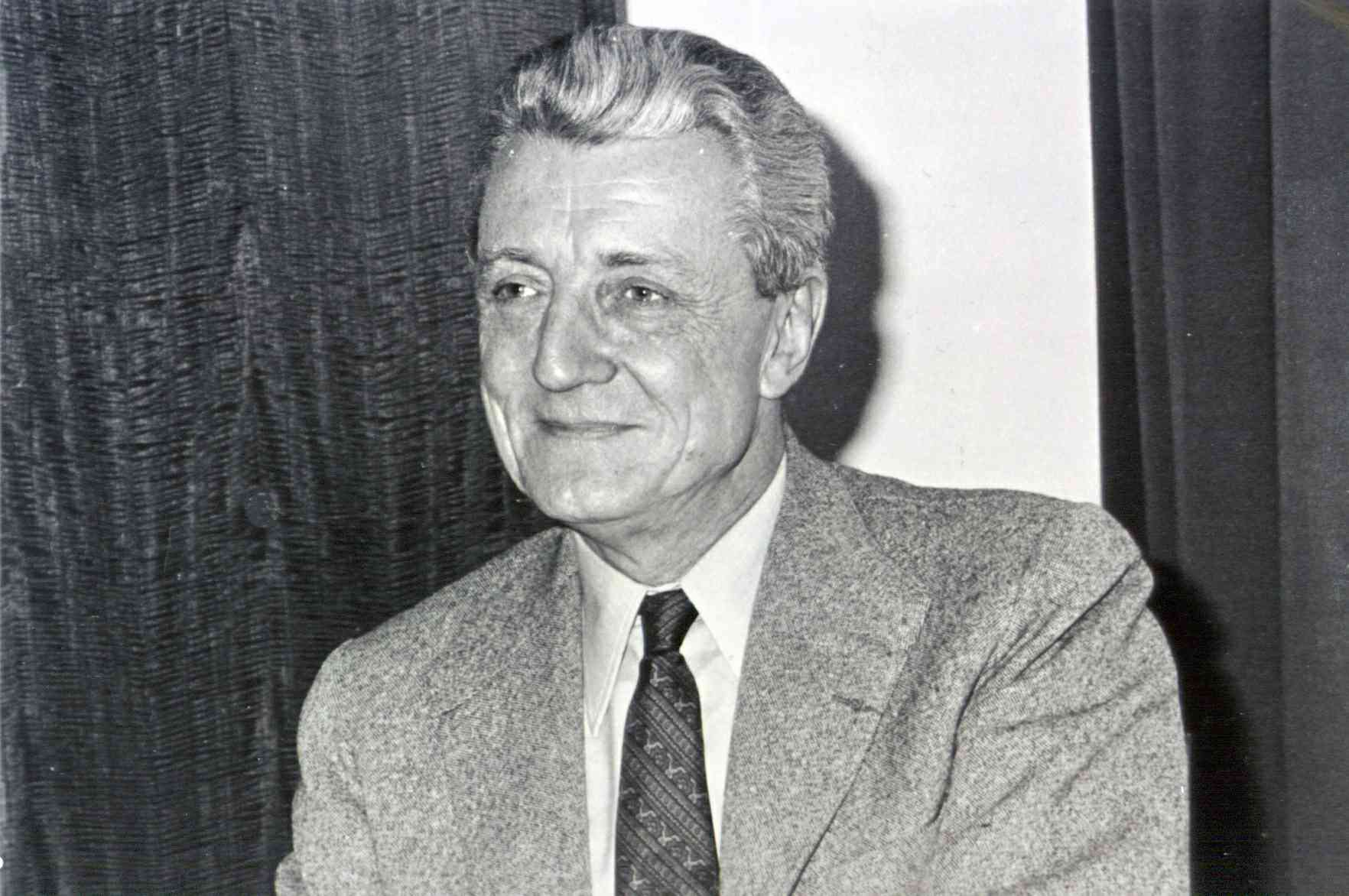
گای کرسنت (تصویر)، پیر اتین گیوت و هانری پاترل در سال ۱۹۷۰ پاری سن ژرمن را تأسیس کردند.

پاریس اف سی با حمایت مالی کمک کرد، در حالی که استاد سن ژرمن زیرساخت‌های ورزشی، از وضعیت لیگ ۲ تا مرکز تمرینی کمپ دز لوژ، و همچنین مدیر پیر فلیپون و بسیاری از بازیکنان، از جمله برنارد گیندوکس، میشل پروست و کامیل شوکویر را فراهم کرد. فیلیپون علاوه بر تبدیل شدن به نخستین سرمربی تاریخ باشگاه پاری سن ژرمن، یکی از تنها دو بازیکن-مربی در تاریخ باشگاه بود.

### نخستین بازی و جدایی
پاری سن ژرمن با جذب ژان جورکایف، کاپیتان تیم ملی فرانسه، تیم خود را بیشتر تقویت کرد. نخستین بازی رسمی پاری سن ژرمن در ۲۳ اوت ۱۹۷۰ تساوی ۱–۱ خارج از خانه مقابل پواتیه در لیگ بود. گیندوکس نخستین گل تاریخ باشگاه را از روی یک ضربه ایستگاهی به ثمر رساند. این باشگاه به صعود به لیگ ۱ ادامه داد و در فصل افتتاحیه خود به عنوان قهرمانی لیگ ۲ دست یافت.
اولین فصل لیگ برتر پاری سن ژرمن با کسب رتبه شانزدهم مطمئن به پایان رسید، به این معنی که آنها سال آینده در لیگ ۱ باقی خواهند ماند، اما در پشت صحنه باشگاه در وضعیت مالی حساسی قرار داشت. در سپتامبر ۱۹۷۱، شورای شهر پاریس ۸۵۰هزار فرانک برای پرداخت بدهی باشگاه و حفظ جایگاهش در نخبگان پیشنهاد کرد و از پی‌اس‌جی خواست در ازای نام پاریسی‌تر «باشگاه فوتبال پاریس» را انتخاب کند. تصادفی یا نه، پی‌اس‌جی بزرگ‌ترین شکست خود را در تمام رقابت‌ها در همان ماه متحمل شد. این یک باخت ۰–۶ در خارج از خانه مقابل نانت بود.
گای کرسنت ، که پیش از آغاز فصل جایگزین پیر-اتین گیوت به عنوان رئیس باشگاه شده بود، طرفدار تغییر نام بود، اما هانری پاترله با آن مخالف بود. این اختلاف منجر به استعفای کرسنت در دسامبر ۱۹۷۱ شد و ریاست جمهوری را به پاترل واگذار کرد. دومی سعی کرد شورا را متقاعد کند که در موضع خود تجدید نظر کند، اما آنها انعطاف‌ناپذیر ماندند و باشگاه در ۱ ژوئن ۱۹۷۲ چند روز پس از آخرین مسابقه مبارزات انتخاباتی تقسیم شد. کرسنت با حمایت شورا، باشگاه پاریس را مجدداً تشکیل داد و در لیگ ۱ باقی ماند، در حالی که پی‌اس‌جی پاترل از نظر اداری به بخش ۳ تنزل یافت، بنابراین موقعیت حرفه‌ای خود را از دست داد.

### آغاز از لیگ ۳ ۱۹۷۳–۱۹۷۴
بیشتر بازیکنان باشگاه، از جمله ژان جورکائف، کاپیتان تیم و برنارد گیگندوکس، که با قراردادهای حرفه‌ای با باشگاه پاریس بسته بودند، به بازی در لیگ ۱ ادامه دادند، در حالی که پیر فیلیپون، مدیر باشگاه پس از پایان قراردادش، از این تیم جدا شد.
فقط کامیل شوکیه، پاتریس پی، ژان لوئیس لئونتی، برنارد برئو و ژان لوئیس بروست در پی‌اس‌جی در فصل ۷۳–۱۹۷۲ ماندند. این باشگاه جای تیم ذخیره خود را در لیگ ۳ گرفت و تیم خود را با بازیکنان آتی بسیاری از آکادمی پاری سن ژرمن بازسازی کرد.
پاری سن ژرمن به رهبری سرمربی جدید روبر ویکو، زندگی خود را در رده سوم با تیمی جوان اما با استعداد آغاز کرد که در ترفیعات پیاپی آتی باشگاه نقش آفرینی خواهد کرد. برخی از این جوانان با استعداد عبارتند از: اریک رنو، اوتنیل دوسوی، میشل مارلا، ژاک لاپوست و به ویژه کریستین آندره، سازنده اصلی صعود به لیگ ۲ به لطف ۲۷ گل خود در ۳۵ بازی. قرمز و آبی‌ها در گروه غرب با شش امتیاز کمتر از کوویلی در رده دوم قرار گرفتند و اندک صعود را از دست دادند. کوویلی اما به دلیل مشکلات مالی مدت کوتاهی پس از پایان فصل مجبور به انحلال شد و پی‌اس‌جی به‌طور پیش‌فرض جای خود را در لیگ ۲ گرفت.

## سال‌های دانیل هچتر (۱۹۷۳–۱۹۷۸)

### بازگشت به لیگ ۱
پاری سن ژرمن واقعاً با ورود دانیل هچتر طراح به عنوان رئیس کمیته مدیریت در ۱۹۷۳ پرواز کرد. هچتر سپس با انتصاب جاست فونتن اسطوره فرانسوی به عنوان مدیر ورزشی و قرارداد با چندین بازیکن معتبر از جمله ژان پیر دولیانی، ژان دلوفر، لویی کاردیه و جکی بید، بازی ملی را پیش از ۷۴–۱۹۷۳ شوکه کرد.

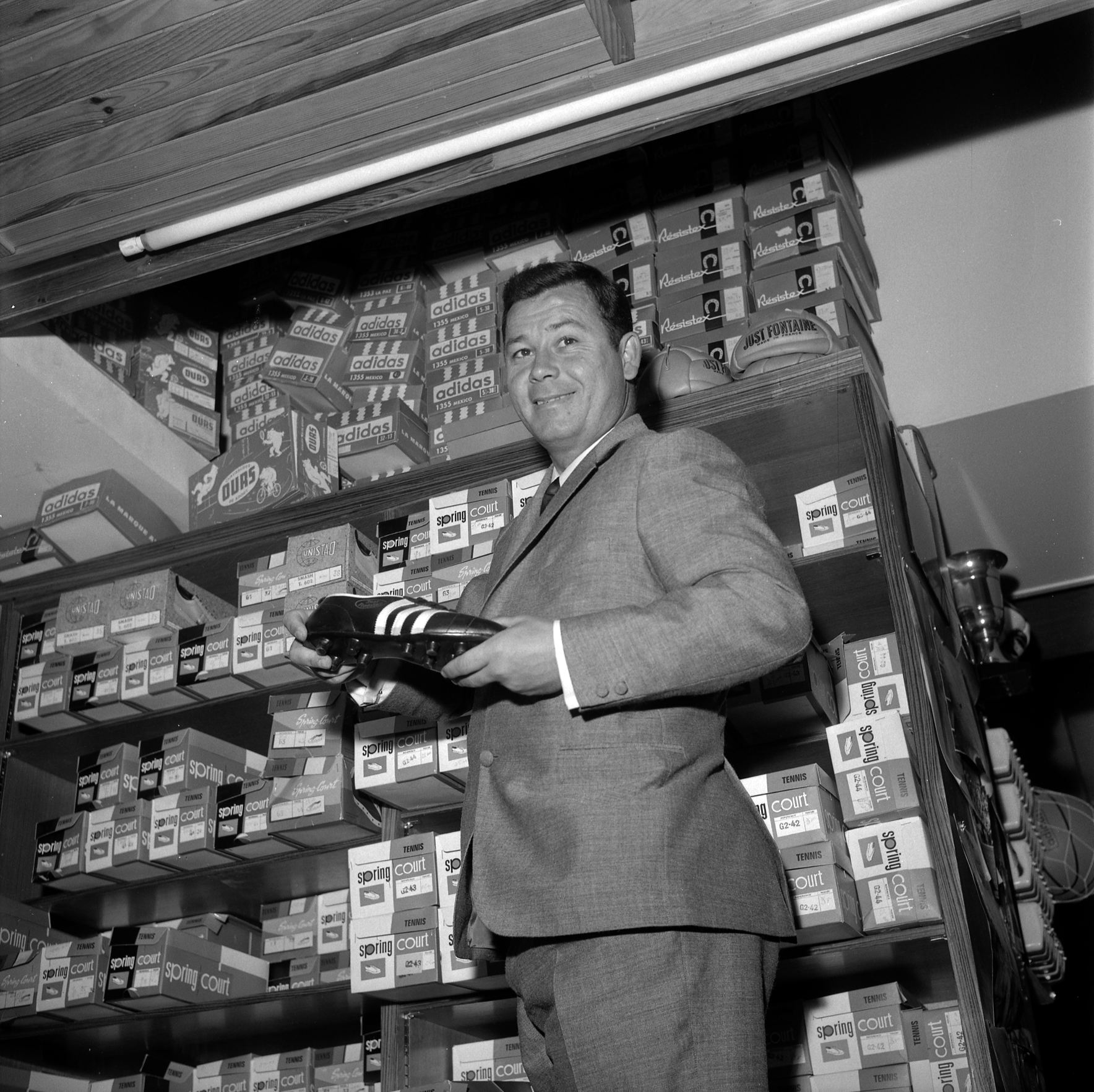
جاست فونتن در سال ۱۹۷۴ به پاری سن ژرمن کمک کرد تا به لیگ ۱ بازگردد.

مردان روبر ویکو در گروه بی، با چهار امتیاز کمتر از ستاره سرخ، در رده دوم قرار گرفتند و به مرحله پلی آف صعود مقابل والنسین راه یافتند. برنده این مسابقه دو بازی به دسته ۱ صعود می‌کند. پاری سن ژرمن ۱–۲ خارج از خانه مقابل والنسین شکست خورد، اما پاری سن ژرمن یک بازگشت باورنکردنی ۴–۲ را در پارک د پرنس ثبت کرد، بنابراین به ترفیع دست یافت و وضعیت حرفه‌ای خود را که دو سال پیش رها شده بود، دوباره به دست آورد. فونتین غرق در احساسات، بر روی چمن زمین افتاد و قربانی یک حمله قلبی شد. خوشبختانه او بهبود یافت و توسط بازیکنان در جشن حمل شد. از آن زمان، پاری سن ژرمن همیشه در سطح اول فوتبال فرانسه بازی کرده است.
پی‌اس‌جی نخستین بازی خود را در پارک د پرنس در طول این رقابت انجام داد. در ۱۰ نوامبر ۱۹۷۳ مقابل هم تیمی پاریسی ستاره سرخ برگزار شد. پی‌اس‌جی ۳–۱ پیروز شد و اوتنیل دوسوی نخستین گل باشگاه را در ورزشگاه به ثمر رساند. پاریسی‌ها همچنین سنت خود را در دوهای درخشان کوپه دو فرانس آغاز کردند و پس از شکست دادن متز در پارک در مقابل ۲۵٬۰۰۰ تماشاگر (۲–۱؛ ۴–۱ در مجموع) به مرحله یک چهارم نهایی رسیدند. در آنجا، آنها توسط ریمز در مجموع ۲–۷ حذف شدند که شامل بزرگ‌ترین شکست باشگاه در جام حذفی (۰–۵) بود.

### حرکت پارک د پرنس و جام شادی
در یک چرخش طعنه‌آمیز وقایع، باشگاه پاریس همزمان با صعود پاری سن ژرمن به لیگ برتر در سال ۱۹۷۴ به لیگ دسته ۲ سقوط کرد و استادیوم خانگی خود، پارک دو پرنس، را در دستان برادران پاریسی خود واگذار کرد. . از آن زمان، پارک خانه پاری سن ژرمن بوده است. پیش از آن، پاری سن ژرمن در چندین زمین از جمله استادیوم ژرژ لفور، استاد ژان بوئن، استادبائر، ورزشگاه المپیک ایو-دو-منوا و حتی پارک چند بار با وجود عدم تمایل باشگاه پاریس، بازی می‌کرد.
با ارتقاء به لیگ ۱ نیز تغییر فرماندهی صورت گرفت. دانیل هچتر، در آن زمان رئیس کمیته مدیریت، در ژوئن ۱۹۷۴ پس از استعفای هانری پاترله، ریاست باشگاه را بر عهده گرفت. او فرانسیس بورلی را به عنوان معاون رئیس‌جمهور منصوب کرد. هچتر بلافاصله دفترچه چک خود را باز کرد و در ژوئیه ۱۹۷۴، مصطفی دالب، هنرپیشه الجزایری از سدان را با ۱٫۳ میلیون فرانک به ثبت رساند علی‌رغم همکاری عالی دالب و مهاجم دیگر فرانسوا ام‌پله (۵۰ گل میان آن‌ها)، پی‌اس‌جی هنوز از رقابت برای قهرمانی در لیگ در فصل ۷۵–۱۹۷۴ فاصله داشت و در جایگاه پایین پانزدهم قرار گرفت.
عملکرد این باشگاه در جام حذفی فرانسه نقطه اوج فصل بود. پاری سن ژرمن در مجموع ۵–۰ سوشا را در مرحله یک‌هشتم نهایی شکست داد تا یک دوئل حماسی با مارسی در مرحله یک چهارم نهایی رقم بزند. سرخ‌آبی‌ها که در میان جوی خصمانه بازی می‌کردند، به‌عنوان زیردست‌های بزرگ از ورزشگاه ولودروم دیدن کردند. OM به راحتی با دو گل برتری داشت تا اینکه، ام‌پله دو بار گلزنی کرد تا امیدهای پی‌اس‌جی را برای صعود دوباره زنده کند (۲–۲). هواداران مارسی که از نتیجه خشمگین بودند، پس از سوت پایان بازی به اتوبوس تیم پی‌اس‌جی حمله کردند. ام‌پله باورمند است که این بازی جام منشأ واقعی رقابت میان هر دو باشگاه است. در بازی برگشت، پی‌اس‌جی با نتیجه ۲–۰ پیروز شد و به نیمه نهایی راه یافت، نخستین بار برای یک باشگاه پاریسی از زمان استادیوم فرانسه در سال ۱۹۶۵، پیش از اینکه به سختی مقابل لنز تعظیم کند.

### قراردادهای بلندپروازانه، نتایج ضعیف

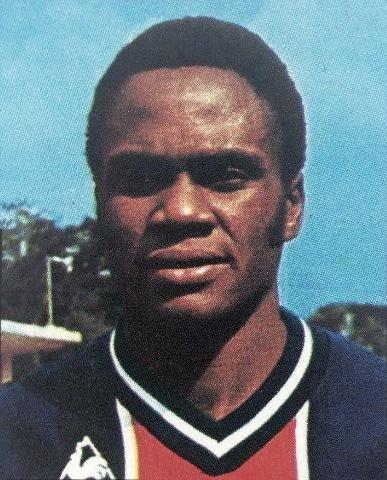
فرانسوا ام‌پله بهترین گلزن این باشگاه در جام حذفی فرانسه است.

علیرغم جذب بلندپروازانه در سال‌های ۷۶–۱۹۷۵، از جمله جذب بازیکنان سرشناس مانند هومبرتو کوئیلو و ژان پیر توکوتو، رقابت‌های لیگ با طلاق میان مدیر جاست فونتن و کاپیتان ژان پیر دولیانی در رده چهاردهم به پایان رسید. فونتین، مدیر ورزشی سابق باشگاه، در اوایل فصل جایگزین رابرت ویکو شده بود و سپس بازوبند کاپیتانی را از دولیانی گرفت. از سوی دیگر، پی‌اس‌جی برای سومین فصل پیاپی به مرحله یک چهارم نهایی جام حذفی فرانسه رسید.
در پیش‌فصل، دانیل هچتر مسابقات دوستانه جام پاریس را که در ابتدا در سال ۱۹۵۷ توسط راسینگ پاریس ایجاد شد، دوباره راه‌اندازی کرد. پاری سن ژرمن با یوهان کرایف، اسطوره هلندی و دراگان جاجیچ، ستاره صرب، در فینال مقابل والنسیا اسپانیایی شکست خورد. علاوه بر این، باشگاه اولین مرکز آکادمی پاری سن ژرمن را در نوامبر ۱۹۷۵ در کمپ دز لوژ افتتاح کرد. فرانسوا بریسون، ژان مارک پیلورگه، لیونل ژوستیر و تیری مورن بخشی از نسل اول این مرکز بودند. همه آنها اولین بازی حرفه‌ای خود را به عنوان آغازکننده در شکست ۲–۳ لیگ مقابل ریمز در پارک دو پرنس در دسامبر ۱۹۷۵ انجام دادند
فصل جدیدی در ۷۷–۱۹۷۶ آغاز شد. طلسم باشگاه ژان-پیر دولیانی بازنشسته شد، در حالی که بازیکن سابق صرب، ولیبور واسوویچ جایگزین جاست فونتن شد. واسوویچ، اولین خارجی که روی نیمکت پی‌اس‌جی نشست، با هدف بازی در فوتبال اروپا در فصل آینده وارد پایتخت فرانسه شد. اما، حتی با گلزنی استثنایی مصطفی دالب (۲۶ گل)، پاریسی‌ها پس از آغاز فاجعه‌بار این رقابت‌ها در رده نهم قرار گرفتند. واسوویچ که در راهیابی به اروپا ناکام بود، نزدیک به پایان فصل استعفا داد. دانیل هچتر دروازه‌بان سابق پاری سن ژرمن ایلیا پانتلیچ را به عنوان سرمربی در چهار بازی اخیر لیگ انتخاب کرد و دو برد و دو تساوی به ثبت رساند.
ژان میشل لارکه که اخیراً کفش‌هایش را آویزان کرده بود تا در سال‌های ۸۷–۱۹۷۷ به عنوان سرمربی جدید پاری‌سن‌ژرمن انتخاب شود، به سرعت مجبور شد آن‌ها را دوباره به زمین بگذارد تا خلاء ناشی از انتقال ناموفق بازیساز لیون سرژ کیزا را پر کند. لارکه دومین و آخرین بازیکن-مدیر باشگاه تا به امروز بود، دیگری پیر فیلیپون بود. برای تمام خریدهای ستاره، از جمله مهاجم آرژانتینی کارلوس بیانکی و مدافعان ژان پیر آدامز و رامون هردیا، فصل ناامیدکننده‌ای بود زیرا پی‌اس‌جی در رده یازدهم به پایان رسید. کارلوس بیانکی به نوبه خود با ۳۷ گل در ۳۸ بازی بهترین گلزن دسته ۱ بود. او آخرین انتقال بزرگ دنیل هچتر بود.
در ژانویه ۱۹۷۸، هچتر توسط فدراسیون فوتبال فرانسه به دلیل اجرای طرح فروش بلیط در پارک دو پرنس، مادام العمر از حضور در فوتبال محروم شد. پی‌اس‌جی در آخرین بازی خود در ورزشگاه به عنوان رئیس باشگاه در ۸ ژانویه مارسی را ۵–۱ شکست داد. مصطفی دهلب پس از سوت پایان، توپ مسابقه را به هچتر پیشنهاد داد و سپس توسط بازیکنان با پیروزی همراه شد و هواداران حاضر نام او را فریاد زدند. روز بعد، فرانسیس بورلی، که تا آن زمان معاون رئیس‌جمهور بود، رئیس‌جمهور جدید شد.

## سال‌های فرانسیس بورلی (۱۹۷۸–۱۹۹۱)

### صعود به جدول لیگ

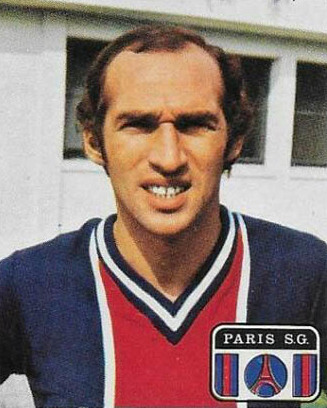
کارلوس بیانچی دو بار بهترین گلزن لیگ با پی‌اس‌جی بود.

علیرغم فصل اول ناامیدکننده، باشگاه در فصل ۷۹–۱۹۷۸ به ژان میشل لارکه رای اعتماد داد و دومینیک باراتلی و دومینیک باتنای را با مهره‌های اصلی تیم ملی فرانسه امضا کرد با این امید که پاری سن ژرمن در نهایت به صدر جدول لیگ نزدیک شود. . اما این کمپین بار دیگر با شکست مواجه شد. در ماه اوت، پس از آغاز فاجعه‌آمیز فصل، لارکه از سمت خود کناره‌گیری کرد تا بر نقش بازی خود در باشگاه تمرکز کند.
پیر آلونزو تا اوایل نوامبر ۱۹۷۸ که به طرز شگفت‌انگیزی استعفا داد، این سمت را بر عهده گرفت. جانشین او، ولیبور واسوویچ، هنوز نیامده بود و پاری سن ژرمن برای یک بازی لیگ در ۴ نوامبر به موناکو رفت. فرانسیس بورلی، رئیس باشگاه، ترکیب اصلی را در آن روز معرفی کرد. این تنها باری است که پاری سن ژرمن یک بازی رسمی بدون سرمربی روی نیمکت انجام داده است. پاریس ۱–۲ شکست خورد. کارلوس بیانکی برای دومین بار پیاپی عنوان برترین گلزن لیگ دسته ۱ را به دست آورد، پیش از اینکه پاریس جایگاه سیزدهم را به قهرمان فرانسه استراسبورگ تغییر دهد. فرانسوا ام‌پله نیز با تعداد گل‌های قابل توجه ۹۷، از جمله رکورد ۲۸ گل در جام حذفی فرانسه، باشگاه را ترک کرد.
دوره دوم ولیبور واسوویچ در پاریس در سال‌های ۸۰–۱۹۷۹ آغاز امیدوارکننده‌ای داشت. پاری سن ژرمن، استاد پرتغالی ژائو آلوز را به خدمت گرفت و بهترین بازی خود را از سال ۱۹۷۴ در لیگ ثبت کرد. اما ثروت باشگاه خیلی زود بد شد. یک هفته پس از عملکرد درخشانش مقابل مارسی، آلوز در اوت ۱۹۷۹ در سوشا دچار مصدومیتی شد که تقریباً تمام شد و او را به مدت ۵ ماه از میدان‌ها دور کرد. آلوز در آغاز سال ۱۹۸۰ بازگشت اما هرگز به‌طور کامل فرم پیشین خود را بازیابی نکرد.
سپس، پی‌اس‌جی سرمربی خود را در اوایل اکتبر ۱۹۷۹ از دست داد. واسوویچ به دلیل نداشتن مدرک رسمی مربیگری در فرانسه، در پی فشار اتحادیه مربیان یونیکاتف و رئیس آن گای روکس مجبور به استعفا شد. کامیل شوکیه، دروازه‌بان سابق پی‌اس‌جی تا پایان ماه جاری هدایت این تیم را برعهده گرفت. او پیش از اینکه ژرژ پیروش در نوامبر ۱۹۷۹ به پایتخت فرانسه برسد، سه مسابقه، دو برد و یک باخت انجام داد. برخلاف همه شانس‌ها، پیروش عالی بود و پاری سن ژرمن را به مقام هفتم رساند، بهترین رده‌بندی باشگاه در لیگ در آن زمان.
پاری سن ژرمن ژائو آلوز را در سال ۸۱–۱۹۸۰ به بنفیکا منتقل کرد، اما دومینیک روچتو، وینگر سن اتین را به خدمت گرفت، که به عنوان مهاجم مرکزی به این تیم پیوست. پاری سن ژرمن تحت رهبری یک مثلث هجومی متشکل از خود روچتو، نامباتینگو توکو و بوباکار سار، با موستافه دالب که رشته‌ها را از جایگاه شماره ۱۰ بیرون می‌کشد، امیدوارکننده‌ترین فصل خود را تا کنون انجام داد. قرمز و آبی‌ها پنجمین لیگ را به پایان رساندند و با اندکی از دست دادن فوتبال اروپا، خود را به عنوان یک تیم نیمه اول با هدایت ژرژ پیروش تثبیت کردند. علیرغم حذف در گل‌های خارج از خانه، یکی دیگر از نکات برجسته، پیروزی باشگاه در جام حذفی فرانسه در برابر نانت در پارک دو پرنس (۵–۳) بود.

### نخستین جایزه مهم: کوپه دو فرانس
ژرژ پیروش در سال‌های ۸۲–۱۹۸۱ با خرید ریمون دومنک، میشل ان گوم، دانیل سانچز و مهم‌تر از همه، ستاره یوگسلاوی، ایویتسا شوریاک، تغییراتی در تیم ایجاد کرد. پاریسی‌ها برای رسیدن به اروپا از طریق لیگ ۱ چالشی را ایجاد کردند، اما در پایان فصل با کسب مقام هفتم کوتاه آمدند. با این حال، آنها با رسیدن به اولین فینال جام حذفی فرانسه، یک ضربه دیگر را به دست آوردند. نزدیک به ۱۵۰٬۰۰۰ درخواست برای تنها ۴۶٬۱۶۰ صندلی در پارک دو پرنس وجود داشت تا پی‌اس‌جی به مصاف سنت اتین بزرگ میشل پلاتینی برود که آخرین بازی خود را در فرانسه پیش از رفتن به یوونتوس انجام می‌داد.

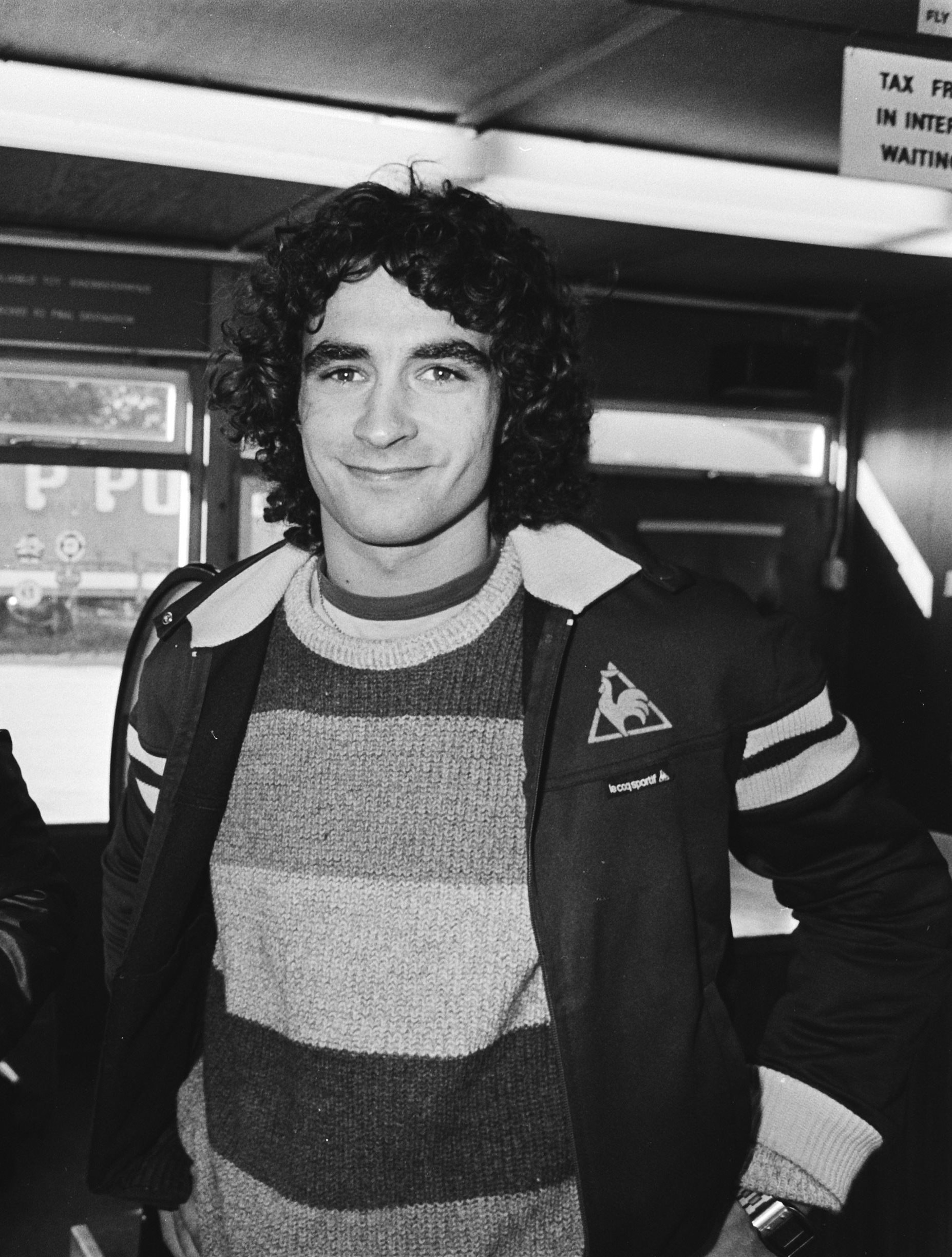
دومینیک روچتو یکی از نمادین‌ترین گل‌های باشگاه را به ثمر رساند.

نامبتینگو توکو در دقیقه ۵۸ پس از ارسال خوب ایویکا شورجاک، دروازه پی‌اس‌جی را باز کرد. سنت اتین واکنش نشان داد و پلاتینی در دقیقه ۷۸ بازی را به تساوی کشاند تا بازی به وقت اضافه کشیده شود. پلاتینی سپس حساب شخصی خود را دو برابر کرد و سبزها در دقیقه ۹۹ به برتری رسیدند. وفاداران پارک دو پرنس دیگر به تیم خود اعتقاد نداشتند وقتی دومینیک روچتو، پس از یک پاس گل دیگر از شورجاک، گل تساوی غیرمنتظره‌ای را مقابل تیم سابقش در واپسین ثانیه‌های مسابقه به ثمر رساند.
هواداران پی‌اس‌جی سپس با خوشحالی به زمین یورش بردند، در حالی که رئیس باشگاه فرانسیس بورلی زانو زد و زمین چمن پارک را بوسید. پس از یک وقفه ۳۰ دقیقه‌ای، ضربات پنالتی تاج پی‌اس‌جی را امضا کرد. دومینیک باراتلی آخرین تلاش سنت اتین را متوقف کرد و ژان مارک پیلوژه پنالتی برتر را برای پایتخت به ثمر رساند. دوازده سال از عمرش می‌گذرد، پاری سن ژرمن نخستین قهرمانی بزرگ خود را در ورزشگاه خانگی خود کسب کرده بود. این موفقیت برای نخستین بار درهای پاری سن ژرمن را به اروپا باز کرد و به جام برندگان جام اروپا در فصل آینده راه یافت.

### نخستین قهرمانی اروپا و دومین قهرمانی جام حذفی فرانسه
پاری سن ژرمن نخستین باشگاه پاریسی بود که از دهه ۱۹۶۰ در اروپا بازی کرد، زمانی که راسینگ پاریس و استاد فرانسه در مسابقات میان‌شهری جام نمایشگاهی شرکت کردند. انتظارات برای فصل ۸۳–۱۹۸۲ بسیار زیاد بود و پاری سن ژرمن تیم خود را با کیس کیست برنده کفش طلای اروپا، اسوالدو آردیلس قهرمان جام جهانی ۱۹۷۸ و به ویژه سافت سوشیچ جادوگر یوگسلاوی، که تا به امروز یکی از بهترین بازیکنان باشگاه است، تقویت کرد. . آن‌ها به یک نیروی کار مجرب شامل بازیکنان با تجربه دومنیک باتنای، دومنیک باراتلی، دومنیک روشتو، مصطفی دحلب و نامبتینگو توکو و همچنین بازیکنان آکادمی پی‌اس‌جی، لوئیس فرناندز، ژان کلود لمولت و ژان مارک پیلور پیوستند.
قرمز و آبی‌ها نخستین بازی اروپایی خود را خارج از خانه مقابل لوکوموتیو صوفیه در نخستین دور جام برندگان جام اروپا انجام دادند. آنها در بلغارستان با نتیجه ۰–۱ شکست خوردند، اما در خانه فوتبال شامپاین بازی کردند تا ۵–۱ با توکو پیروز شوند که یک‌نیمه والی عالی به ثمر رساند و جواز حضور پی‌اس‌جی را قطعی کرد. پس از پیروزی راحت مقابل سوانسی سیتی، قرعه‌کشی مرحله یک چهارم نهایی عالی به نظر می‌رسید زیرا پاریس از تیم‌های برتر مانند رئال مادرید، بارسلونا، بایرن مونیخ یا اینترمیلان اجتناب کرد. بازی اول مقابل واترشی، برنده جام بلژیک، اولین دیدار بزرگ اروپایی باشگاه بود که در حضور ۴۹٬۵۷۵ هوادار حاضر در پارک، رکورد حضور آنها در تمام دوران، منعکس شد. پی‌اس‌جی با عملکرد عالی فرناندز که گل اول را به ثمر رساند، شایسته پیروزی ۲–۰ بود. نتیجه می‌توانست بزرگتر باشد، واقعیتی که آنها پشیمان خواهند شد. در بازی برگشت، پاریس پس از وقت اضافه ۰–۳ شکست خورد و در یک مسابقه بسیار بحث‌برانگیز که با ۹ نفر به پایان رسید، حذف شد.
در صحنه داخلی، نتایج به همان اندازه رضایت‌بخش بود. پاری سن ژرمن پاری سن ژرمن نخستین سکوی خود را به دست آورد و در جایگاه سوم قرار گرفت و این شاهکار را در فینال کوپه دو فرانس در سال ۱۹۸۳، این بار مقابل نانت تکرار کرد. قناری‌ها که اخیراً قهرمان فرانسه شده‌اند، به سمت دوبل در جام حذفی می‌روند و در وقت استراحت پس از واژگونی ضربه اولیه پاسکال زارمبا، پیشرو بودند. اما پاری سن ژرمن در نیمه دوم بازگشت خود را انجام داد و سوشیچ به تساوی رسید و سپس به توکو برای گل پیروزی (۳–۲) پاس گل داد و بار دیگر به جام برندگان جام راه یافت. این کمپین با یک یادداشت غم‌انگیز به پایان رسید، زیرا ژرژ پیروش باشگاه را برای یک سال تعطیلی ترک کرد.
پاریس با بازی در جام برندگان جام اروپا برای دومین فصل پیاپی در سال‌های ۸۴–۱۹۸۳، در دور نخست با گلنتوران ایرلند شمالی روبرو شد و در مجموع ۴–۲ پیروز شد تا با یوونتوس میشل پلاتینی دیدار کند. این نخستین باری بود که پاری سن ژرمن مقابل یک باشگاه بزرگ اروپایی و همچنین نخستین بازی از چندین بازی خاطره‌انگیز مقابل تیم ایتالیایی بود. آنها با هدایت بازیکن ستاره سافت سوشیچ، به این موقعیت دست یافتند، هر دو بازی را به تساوی کشاندند و تنها به گل‌های خارج از خانه تعظیم کردند تا برنده نهایی شوند. پاری سن ژرمن واقعاً به حذف یووه در بازی برگشت در تورین نزدیک بود، با ضربه ایستگاهی سوشیچ که به تیرک دروازه برخورد کرد و ژان-مارک پیلورگه یک فرصت واضح را درست پیش از سوت پایان از دست داد.

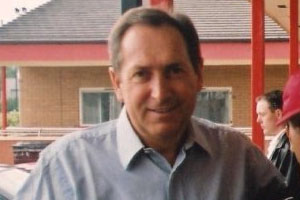
سرمربی ژرار هولیه در سال ۱۹۸۶ پاری سن ژرمن را به نخستین قهرمانی در لیگ هدایت کرد.

با این حال، پاری سن ژرمن تحت مربیگری لوسین لدوک برای فرم داخلی تلاش کرد. دارندگان دو عنوان قهرمانی کوپه دو فرانس در نخستین مانع حذف شدند و پس از آن، یک روند بد در پایان مبارزات انتخاباتی باعث شد لدوک استعفا دهد زیرا پاریس با احتمال از دست دادن فوتبال اروپا روبرو شد. پس از ۱۰ ماه غیبت، پاری سن ژرمن به جای ژرژ پیروش جایگزین شد و تولوز را در آخرین بازی قهرمانی شکست داد. گل سوشیچ، تنها گل این مسابقه، جایگاه چهارم را برای پاریس، مترادف جام یوفا در فصل آینده، تثبیت کرد.
پاریس با محرومیت از اسطوره مصطفی دهلب، که پس از ده سال حضور در باشگاه را ترک کرد، فصل ۸۵–۱۹۸۴ سختی را تجربه کرد. ژرژ پیروش در مارس ۱۹۸۵ توسط فرانسیس بورلی به دلیل نتایج ضعیف اخراج شد، اما جایگزین او، کریستین کاست، نتوانست ثابت قدم باشد و پی‌اس‌جی لیگ را در جایگاه سیزدهم به پایان رساند. قرمز و آبی‌ها همچنان توانستند به فینال کوپه دو فرانس در سال ۱۹۸۵ برسند که سومین آن در چهار سال گذشته بود. اما این بار پی‌اس‌جی مغلوب موناکو شد (0–1). آنها همچنین توسط فینالیست‌های غافلگیرکننده ویدئوتون در دور دوم جام یوفا شوکه شدند. باشگاه پایتخت هر دو بازی را باخت، نخستین آنها با شکست ۲–۴ سرخ در پارک دو پرنس. طبق معمول، سافت سوشیچ با دادن ۵ پاس گل در پیروزی خانگی ۷–۱ پی‌اس‌جی مقابل باستیا در سپتامبر ۱۹۸۴، بهترین اتفاق فصل را به ارمغان آورد، رکورد باشگاهی که هنوز پابرجاست.
کمی بیش از یک سال پس از باخت جام به تیم اصلی، پاریس فرانسه را تحت هدایت ژرارد هولیه، که از کریستین کوست گرفته بود، فتح کرد. پاری سن ژرمن برای نخستین بار در تاریخ خود در فصل ۸۶–۱۹۸۵ قهرمان لیگ شد که باعث خوشحالی هواداران رو به رشد آنها در جایگاه کپ بولونی شد. Boulogne Boys، نخستین گروه اولتر باشگاه و یکی از مشهورترین گروه‌های حامی آنها تا کنون، در سال ۱۹۸۵ تأسیس شد
پاری سن ژرمن از ابتدا تا انتها به لطف بازیکنانی مانند جوئل باتز، دومینیک باتنای، لوئیس فرناندز، دومینیک روچتو و سافت سوشیچ که همگی ستون فقرات تیم را تشکیل می‌دادند، قهرمانی را در اختیار داشت. پیروزی خارج از خانه مقابل تولوز در بازی سوم باعث شد که پاری سن ژرمن برای نخستین بار در صدر جدول قرار بگیرد، جایگاهی که هرگز رها نکرد و ۲۶ بازی به یادماندنی بدون شکست را برای قهرمانی پشت سر گذاشت. ۵۰ سال از قهرمانی یک باشگاه پاریسی در لیگ می‌گذشت. آخرین نفری که این کار را انجام داد راسینگ پاریس در سال‌های ۳۶–۱۹۳۵ بود. پاری سن ژرمن همچنین به کسب دو قهرمانی در جام حذفی نزدیک بود، فقط در نیمه نهایی جام حذفی فرانسه به قهرمان احتمالی بوردو سقوط کرد.

### کاهش و تصاحب کانال+
با این حال، ادامه قهرمانی در لیگ آنچنان باشکوه نبود. بازیکنان کلیدی لوئیس فرناندز، ژان کلود لمولت و تیری مورن پیش از فصل ۸۷–۱۹۸۶ جدا شدند و پی‌اس‌جی سعی کرد باروت بیشتری را جایگزین آنها کند. ژرارد هولیه وحید خلیلهوژیچ، دانیل ژورب و ژول بوکانده را به میدان آورد که همگی در یک تیم بسیار تهاجمی و در عین حال نامتعادل به دومینیک روچتو پیوستند. نتیجه نهایی، کسب مقام هفتم در لیگ، خروج زودهنگام از جام حذفی فرانسه و نخستین حضور ناامیدکننده در جام باشگاه‌های اروپا بود که در دور اول توسط ویتکوویچ کوچک چک حذف شد.

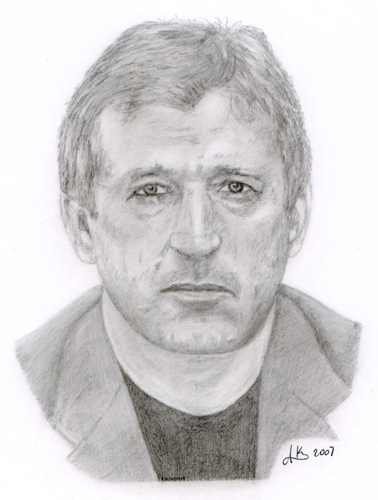
سافت سوشیچ، یکی از بهترین بازیکنان باشگاه

تیم قهرمان پاری سن ژرمن در فصل ۸۸–۱۹۸۷ به جدایی ادامه داد زیرا دومینیک روچتو نیز باشگاه را ترک کرد. گابریل کالدرون و ری ویلکینز هافبک‌های کلاس جهانی وارد پاریس شدند اما نتوانستند جریان را تغییر دهند. ویلکینز پیش از پیوستن به رنجرز در دسامبر ۱۹۸۷ تنها ده مسابقه انجام داد. آخرین مقام آنها در تورنوی دو پاریس، نخستین بار از سال ۱۹۷۶، پیش‌بینی کرد که اوضاع چگونه پیش خواهد رفت. پس از هفت شکست در هشت بازی، ژرار هولیه یک گام به عقب برداشت و در اکتبر ۱۹۸۷ مدیر ورزشی باشگاه شد
اریک مومبرتس به عنوان سرمربی انتخاب شد، اما او همچنین نتوانست کشتی را هدایت کند و پاری سن ژرمن سال را در منطقه سقوط به پایان رساند، که باعث شد هولیه در فوریه ۱۹۸۸ برای نیمه دوم رقابت‌ها بازگردد. پاریس در اواخر آوریل ۱۹۸۸ به پایین‌ترین حد خود رسید، زمانی که آنها ۰–۴ مقابل نیس در پارک دو پرنس شکست خوردند. هنوز هم رکورد شکست خانگی باشگاه در لیگ، آنها را با تنها پنج بازی باقی مانده از پایین به رتبه سوم سقوط کرد. اوایل آن ماه، پی‌اس‌جی نیز بزرگ‌ترین شکست خارج از خانه خود را در جام حذفی متحمل شده بود. باخت ۰–۳ مقابل سوشو در مرحله آخر ۳۲ جام فرانسه (در مجموع ۱–۶ حذف شد). آنها درست به موقع جمع شدند، هرچند، دانیل ژورب تنها گل بازی خارج از خانه به لو هاور را در آخرین بازی به ثمر رساند تا با یک پایان دراماتیک در رده پانزدهم، از سقوط اجتناب کنند. هولیه در ژوئن ۱۹۸۸ پس از پایان فصل، باشگاه را ترک کرد.
پاری سن ژرمن برای مدت کوتاهی از بحران زیر نظر تومیسلاو ایویچ در سال ۸۹–۱۹۸۸ نجات یافت و با مارسی برای قهرمانی مبارزه کرد. در ماه مه ۱۹۸۹، دو طرف برای تصمیم‌گیرنده عنوان در ورزشگاه ولودروم با هم دیدار کردند. در میان جوی برقی بازی شد، به نظر می‌رسید که این عنوان به پاریس، صدرنشین لیگ با نتیجه مساوی ۰–۰ و تنها چند ثانیه باقی مانده باشد. اما شوت ۲۵ یاردی فرانک ساوزه، ژوئل باتس، دروازه‌بان پاری سن ژرمن را غافلگیر کرد و مارسی آنها را در بالای جدول جهش کرد و جام را به دست آورد.
پاریسی‌ها به روند ناامیدکننده خود در فصل ۹۰–۱۹۸۹ بازگشتند و در لیگ پنجم شدند و عملکرد تلخ و شیرینی را در جام یوفا به نمایش گذاشتند. آن‌ها در دور نخست به سختی کووسیسی را شکست دادند، اما تنها یک گل با حذف قهرمان احتمالی یوونتوس در دور دوم فاصله داشتند. پیش‌فصل شاهد بودیم که پی‌اس‌جی قراردادی با برند آمریکایی پوشاک ورزشی نایک به عنوان تولیدکننده لباس جدید خود از این کمپین به بعد امضا کرد، در حالی که دانیل براوو جوان به باشگاه پیوست. او یکی از چهره‌های برجسته نسل طلایی پی‌اس‌جی در دهه ۱۹۹۰ بود. از سوی دیگر، ژان مارک پیلورگه پس از ۱۴ سال و رکورد ۴۳۵ بازی، خداحافظی کرد.
نتایج ضعیف، یک بار دیگر با کسب مقام نهم آنها در فصل ۹۱–۱۹۹۰، و رقابت با راسینگ پاریس در دهه ۱۹۸۰ برای به رسمیت شناخته شدن به عنوان تیم برتر پایتخت، تلفات زیادی را برای پی‌اس‌جی به نمایش گذاشت. بودجه باشگاه به شدت افزایش یافت و در نتیجه بدهی‌ها مدام در حال افزایش بود. در آوریل ۱۹۹۱، پس از یک شکست دیگر و در شرایطی که باشگاه در خطر ورشکستگی بزرگ قرار داشت، هواداران پی‌اس‌جی خواستار استعفای فرانسیس بورلی شدند. در مه ۱۹۹۱، پس از پایان فصل، بورلی باشگاه را به غول‌های تلویزیونی فرانسوی کانال+ فروخت. در یک یادداشت درخشان، تیم زیر ۱۹ سال آکادمی پی‌اس‌جی نخستین کوپه گامباردلا باشگاه را در برابر اوسر (۱–۱؛ ۳–۱ در ضربات پنالتی) با بازیکنان بعدی تیم اصلی پاسکال نوما، برنارد آلو و ریچارد دوتروئل قهرمان تیم شد. .

## کانال+ سال (۱۹۹۱–۲۰۰۶)

### بازگشت به مسابقات اروپایی
تصاحب کانال تلویزیونی پریمیوم فرانسوی کانال+ باعث احیای پاری سن ژرمن شد که ۴۰ درصد درآمد آن از بازی‌های تلویزیونی حاصل می‌شد و به آنها اجازه داد تا به یکی از ثروتمندترین باشگاه‌های فرانسه تبدیل شوند. آنها بدهی بزرگ ۵۰ میلیون فرانکی پی‌اس‌جی را پاک کردند و میشل دنیسو، روزنامه‌نگار کانال را به جای فرانسیس بورلی به عنوان رئیس باشگاه منصوب کردند. این فصل ۹۲–۱۹۹۱ همچنین مترادف با پایان همکاری با رادیو RTL فرانسه، حامی تاریخی پیراهن باشگاه از سال ۱۹۷۴، و شروع غرفه اختصاصی Virage Auteuil برای هواداران بود.
پاری سن ژرمن بدترین رکورد حضور خود را از زمان بازگشت به لیگ برتر در سال ۱۹۷۴ تجربه می‌کرد و خشونت و نژادپرستی در کپ بولونی این وضعیت را مقصر می‌دانست. برای اینکه به حامیان غیرخشونت‌پرور و غیرنژادپرست در بولونی جایگزینی بدهد و همچنین سطح تماشاگران را افزایش دهد، کانال+ از ایجاد Auteuil که تا آن زمان عمدتاً از تماشاگران معمولی و هواداران خارج از خانه تشکیل شده بود، حمایت کرد. لوتیس فالکو و سوپراس اوتیل با تشویق و تأمین مالی باشگاه، اولین گروه‌های اولترا غرفه جدید بودند.
حالا که از سرمایه‌گذاری جدی بهره می‌برد، پی‌اس‌جی توانست چشم‌اندازهای خود را به‌طور پیوسته بالاتر قرار دهد. آنها قصد داشتند فوراً به اروپا راه پیدا کنند و ظرف سه سال قهرمان فرانسه شوند. کانال+ بودجه باشگاه را از ۹۰ به ۱۲۰ میلیون فرانک افزایش داد تا یک تیم قوی بسازد. انقلاب با انتصاب مربی سرشناس آرتور خورخه، که به خاطر هدایت پورتو به جام اروپا ۸۷–۱۹۸۶ معروف بود، و خروج یازده بازیکن از جمله جوسلین آنگلوما، میشل بیبارد، فیلیپ ژانول و سافت سوشیچ، اسطوره پاری سن ژرمن، آغاز شد.

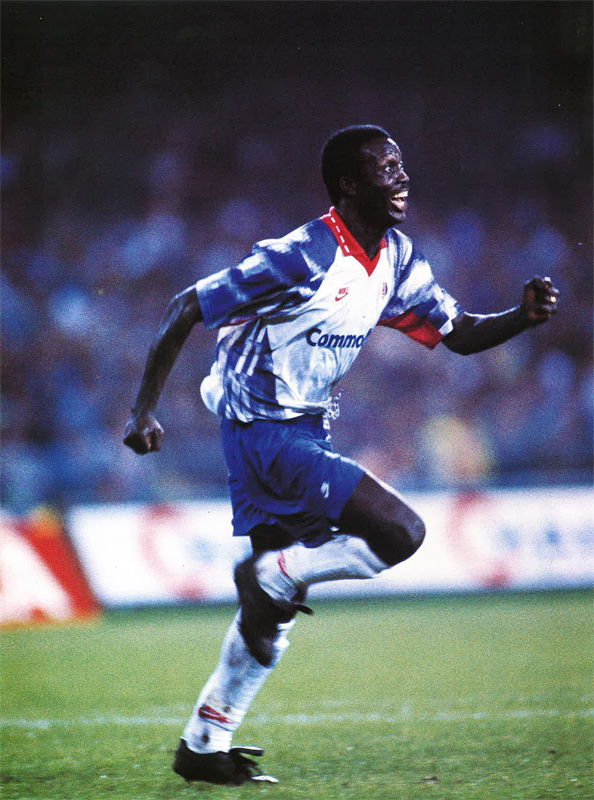
جرج وه‌آ پس از گلزنی برای پی‌اس‌جی خارج از خانه به ناپولی در جام یوفا

باشگاه پس از آن آغاز به خرج کردن کرد و با بازیکنان بین‌المللی برزیلی، ریکاردو و والدو، بازیکنان با سابقه فرانسوی پل لو گوئن، لوران فورنیه، برنارد پاردو، برونو ژرمن و پاتریک کولتر، و ستاره جوان آینده‌دار دیوید ژینولا، خرید کرد. علیرغم انتقاداتی که نسبت به سبک بازی مستحکم اما ناخوشایند آرتور خورخه وجود داشت، پاری سن ژرمن موفق شد به هدف تعیین شده در ابتدای رقابت دست یابد و پس از کسب رتبه سوم در لیگ، به جام یوفا راه یافت. این یک خداحافظی مناسب برای دروازه‌بان نمادین جوئل بتس بود که در پایان فصل بازنشسته شد.

### قهرمانی جام سوم و تولد یک رقابت
قرمز و آبی با هدایت برنارد لاما که جایگزین جوئل بتس اخیراً بازنشسته شده در دروازه شد، همتایان فرانسوی آلن روشه و ونسان گرا، و جرج وه‌آ، تیرانداز پرکار لیبریایی، برای اولین بار در تاریخ خود در فصل ۹۳–۱۹۹۲ به نیمه نهایی اروپا رسیدند. پس از دور اول آسان مقابل پائوک، پاری سن ژرمن ناپولی و اندرلخت را شکست داد — دو نام پرطرفدار اروپایی اما بهترین روزهای آنها گذشته بود — و به مرحله یک چهارم نهایی جام یوفا راه یافتند، جایی که آنها با رئال مادرید بزرگ جفت شدند.
پاریسی‌ها در بازی رفت در ورزشگاه سانتیاگو برنابئو با نتیجه ۳–۱ شکست خوردند و شانس آنها را برای صعود به شدت پیچیده کرد. با این حال، پاری سن ژرمن درس خود را آموخت و مسلماً مشهورترین بازگشت خود را در بازی برگشت انجام داد. آنها با گل‌های جرج وه‌آ، دیوید ژینولا و والدو در وقت‌های اضافه ۳ بر ۰ پیش افتادند، زمانی که تیم اسپانیایی یکی را عقب کشید و به‌طور لحظه‌ای وقت‌های اضافه را به دنبال داشت. پاریسی‌ها در آخرین ثانیه‌های وقت قانونی در نزدیکی محوطه رئال یک ضربه ایستگاهی دریافت کردند و آنتوان کومبوآره، درست مانند بازی مقابل اندرلخت در دور پیش، بالاتر از هر کس دیگری صعود کرد تا با یک ضربه سر فوق‌العاده تیمش را به نیمه نهایی برساند که او را تبدیل به یک باشگاه کرد. افسانه. هواداران پی‌اس‌جی پس از این گل به او لقب «کلاه طلایی» دادند. متأسفانه، افسانه پی‌اس‌جی در چهار مرحله آخر مقابل برنده احتمالی یوونتوس، در چهار مرحله آخر به پایان رسید.
در فرانسه، تیم پایتخت نانت را در فینال کوپه دو فرانس در سال ۱۹۹۳ شکست داد (۳–۰) و سومین عنوان قهرمانی جام خود را در مجموع بدون دریافت حتی یک گل در کل مسابقات کسب کرد، رکوردی که تنها توسط خود پاری سن ژرمن در سال ۲۰۱۷ به ثبت رسید. به‌طور تصادفی، این پیروزی تقریباً ده سال پس از آخرین قهرمانی آنها در جام حذفی فرانسه در سال ۱۹۸۳، در برابر نانت نیز به دست آمد. این اولین جام باشگاه از سال ۱۹۸۶ و همچنین اولین جام در دوره کانال+ بود.
این مبارزات همچنین آغاز لو کلاسیک، رقابت میان پی‌اس‌جی و مارسی بود، زیرا هر دو تیم در زمین برای تاج لیگ با یکدیگر مبارزه کردند. اولین مسابقه که در ۱۸ دسامبر ۱۹۹۲ در پارک دو پرنس برگزار شد، چنان وحشیانه بود که لقب "قصابی ۱۹۹۲" را به خود اختصاص داد. در چنین روزی بود که ال کلاسیکو فرانسه متولد شد. آرتور خورخه اعلام کرد که طرفش OM را شکست خواهد داد، در حالی که دیوید ژینولا وعده جنگ با آنها را داد. برنارد تاپی، رئیس باشگاه مارسی، برای ایجاد انگیزه در بازیکنانش، مقالات روزنامه را با تحریکات پی‌اس‌جی در رختکن چسباند. OM او را ناامید نکرد و با پیروزی (۰–۱) در یک مسابقه بسیار خشن با بیش از ۵۰ خطا کنار رفت.
در بازی دوم، مارسی، رهبر لیگ، در ورزشگاه ولودروم از نزدیک‌ترین رقبای پاری سن ژرمن استقبال کرد، در دیداری که عنوان قهرمانی را تعیین می‌کرد. پاریس به سرعت پیش افتاد، تنها برای OM که با سه گل پاسخ داد و پنجمین قهرمانی پیاپی آنها بود (۱–۳). با این حال، اندکی بعد، مارسی و تاپی به دلیل تبانی بازی مجرم شناخته شدند. فدراسیون فوتبال فرانسه جام OM را از آنها گرفت و آن را به تیم دوم پی‌اس‌جی پیشنهاد کرد، که آن را رد کرد زیرا کانال+ نمی‌خواست مشترکان آنها را در مارسی عصبانی کند. در نتیجه، عنوان ۱۹۹۳ منتسب باقی می‌ماند. کانال+ حتی از شرکت پاریس در لیگ قهرمانان اروپا در فصل آینده خودداری کرد، زیرا یوفا OM را از مسابقات حذف کرد. به جای آن موناکویی که رتبه سوم را به خود اختصاص داده بود، جایگاه را از آن خود کرد. مارسی و هوادارانش از آن زمان پی‌اس‌جی را متهم کردند که علیه آنها توطئه کرده‌اند تا پادشاهان جدید فوتبال فرانسه شوند.
بازیکن برزیلی، رای، که بسیاری آن را بهترین بازیکن تاریخ پی‌اس‌جی می‌دانند، در سال‌های ۹۴–۱۹۹۳ به باشگاه پایتخت ملحق شد و به آنها کمک کرد تا عنوان قهرمانی خود در لیگ را فتح کنند. پاریسی‌ها ۲۷ بازی قابل توجه را بدون شکست پشت سر گذاشتند و رکورد دسته ۱ را که خودشان در فصل ۸۶–۱۹۸۵ ثبت کردند شکستند. پی‌اس‌جی همچنین پس از شکست دادن تیم آماتور Côte Chaude در آخرین دور ۶۴ کوپ دو فرانس در ژانویه ۱۹۹۴ (۱۰–۰) بزرگ‌ترین پیروزی خود را در تمام رقابت‌ها به ثبت رساند. با این حال، لنز در مرحله یک چهارم نهایی، آرزوهای دوگانه باشگاه در جام لیگ را متوقف کرد.
در اروپا، تاریخ تکرار خواهد شد. قرمز و آبی‌ها رئال مادرید را در یک چهارم نهایی جام برندگان جام اروپا شکست دادند، اولین و تا کنون تنها تیم فرانسوی هستند که در برنابئو با گل انفرادی جرج وه‌آ، پیروز شده‌اند. اما بار دیگر در دروازه فینال محروم شدند. پس از تساوی ۱–۱ در خانه به آرسنال، پاری سن ژرمن نیاز به گلزنی در لندن داشت، اما در کمال تعجب، آرتور خورخه تصمیم گرفت وه آ را در سکوها ترک کند و از آنجا شاهد شکست تیمش (۰–۱) بود. این شکست پایانی برای خورخه و سبک بازی محافظه کارانه او بود. به جای او، باشگاه از لوئیس فرناندز استقبال کرد، کسی که پاری سن ژرمن را به یکی از بهترین مبارزات تاریخ خود هدایت کرد. با وجود آن شکست، باشگاه در حرکت بود و میان سال‌های ۱۹۹۳ و ۱۹۹۷ در دو فینال جام برندگان جام یوفا (در سال‌های ۱۹۹۶ و ۱۹۹۷) به رقابت پرداختند، یک بار به نیمه‌نهایی لیگ قهرمانان اروپا رسیدند و دو بار به همان مرحله یوفا راه یافتند. جام.
فصل ۹۵–۱۹۹۴ علیرغم کسب مقام سوم در مسابقات قهرمانی، همچنان برای پاری سن ژرمن موفقیت‌آمیز بود. آنها به اولین مرحله نیمه نهایی لیگ قهرمانان اروپا رسیدند و مهم‌تر از همه، قهرمانی‌های کوپ دو فرانس و کوپه دو لا لیگ را برای اولین دوبل داخلی خود در جام حذفی به دست آوردند و به آنها اجازه دسترسی به جام برندگان جام یوفا در فصل ۹۶–۱۹۹۵ را دادند. رقابتی که پیش از این شاهد صعود پاریس به نیمه نهایی در سال بود. افتخار پی‌اس‌جی با پیروزی در فینال جام برندگان جام اروپا ۱۹۹۶ به دست آمد. برونو نگوتی تک گل را زد و راپید وین با نتیجه ۱–۰ شکست خورد. یک سال بعد، پاریسی‌ها در همان رقابت‌ها نایب قهرمان بارسلونا شدند. در صحنه داخلی، نتایج به همان اندازه رضایت‌بخش بود، به طوری که پاری سن ژرمن یک قهرمانی دیگر در لیگ ۱، سه جام فرانسه، دو جام لیگ فرانسه و به همان اندازه قهرمانی در جام قهرمانان فرانسه را جشن گرفت.
در آن زمان، بازیکنانی که پارک دو پرنس را روشن می‌کردند، پایه‌های اصلی تیم‌های ملی آنها بودند. برنارد لاما، آلن روش، پل لو گوئن، وینسنت گورین، دیوید ژینولا و یوری جورکایف همگی در فرانسه حضور داشتند، در حالی که ریکاردو، والدو، رای و لئوناردو بازیکنان ثابت برزیل بودند. اما شاید بزرگ‌ترین استعداد ، جورج وه، تیرانداز پرکار لیبریایی بود که با زدن ۵۵ گل در ۱۳۷ بازی، راه بسیاری از مهاجمان خوب پی‌اس‌جی را دنبال کرد.

## افول و احیا (۱۹۹۸–۲۰۱۱)

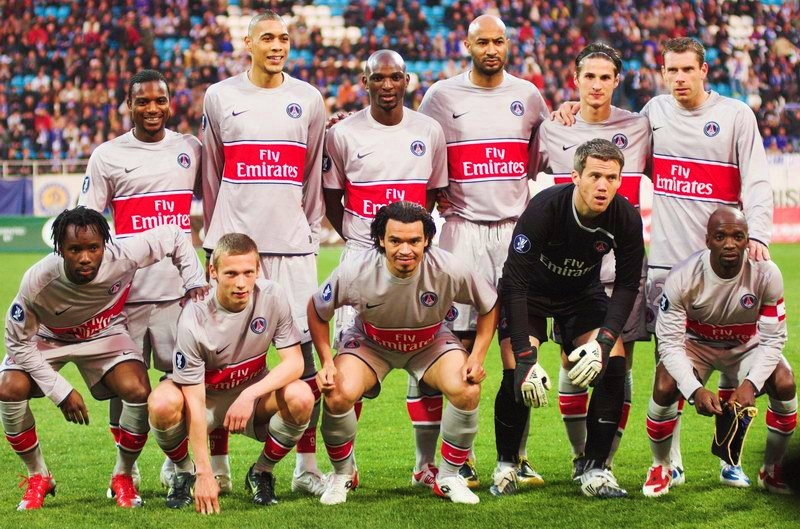
تیم پی‌اس‌جی در فصل ۰۹–۲۰۰۸

پی‌اس‌جی پس از سال‌ها سوءمدیریت رو به افول گذاشت. شکل باشگاه با کاهش بیشتر در جدول کاهش یافت و در نهایت، جدایی از مالکان کانال+ اجتناب ناپذیر شد. پس از سال‌ها عدم موفقیت، کانال+ در سال ۲۰۰۶ باشگاه را به کلونی کپیتال، Butler Capital Partners و مورگان استنلی فروخت. کلنی کپیتال در نهایت سهام مورگان استنلی را در این باشگاه خرید تا مالک ۹۵ درصد شود.
پنج جام دیگر (سه جام فرانسه، یک جام اتحادیه و یک جام یوفا اینترتوتو) رسید و وفاداران پارک د پرنس نیز از افرادی مانند مارکو سیمون، جی جی اوکوچا، نیکولا آنلکا، رونالدینیو، گابریل هاینزه، خوان پابلو سورین شگفت زده شدند. ماریو یپس و پائولتا. با این حال، این باشگاه بیشتر به دلیل عبور از یک بحران برجسته به بحران دیگر شناخته شد. در واقع، پاری سن ژرمن فصول ۰۷–۲۰۰۶ و ۰۸–۲۰۰۷ را صرف جلوگیری از سقوطی کرد که خیلی کم از آن اجتناب شد.
در طول فصل ۰۸–۲۰۰۷، باشگاه تنها در روز پایانی از سقوط اجتناب کرد. پاری سن ژرمن در طول مبارزات انتخاباتی مشکل داشت و بازی‌های زیادی را در منطقه سقوط سپری کرد. پس از یک فصل سخت در داخل و خارج از زمین، که با نتایج ضعیف و خشونت میان برخی از هواداران مشخص شد، پی‌اس‌جی پس از پیروزی ۲–۱ در سوشو از سقوط به لیگ ۲ در بازی پایانی اجتناب کرد. ناجی، آمارا دیانه مهاجم عاج بود که هر دو گل پی‌اس‌جی را در آن شب به ثمر رساند. امروزه دایانه هنوز برای اکثر هواداران پاریسی قهرمان است.

## سلطه داخلی و فراز و نشیب‌های اروپایی (۲۰۱۱–اکنون)
پاری سن ژرمن در سال ۲۰۱۱ به یک تیم برتر تبدیل شد، زمانی که باشگاه توسط سرمایه‌گذاری ورزشی قطر (QSI) پس از دو سال پیشرفت و ثبات کامل تحت سرپرستی آنتوان کومبوآره و رئیس، رابین لپرو، خریداری شد. این تصاحب، پی‌اس‌جی را نه تنها به ثروتمندترین باشگاه فرانسه، بلکه به یکی از ثروتمندترین باشگاه‌های جهان تبدیل کرد. QSI و ناصر الخلیفی، رئیس جدید باشگاه، متعهد شدند که تیمی را تشکیل دهند که بتواند قهرمان لیگ قهرمانان اروپا شود و باشگاه را به بزرگ‌ترین نام فرانسه تبدیل کند.

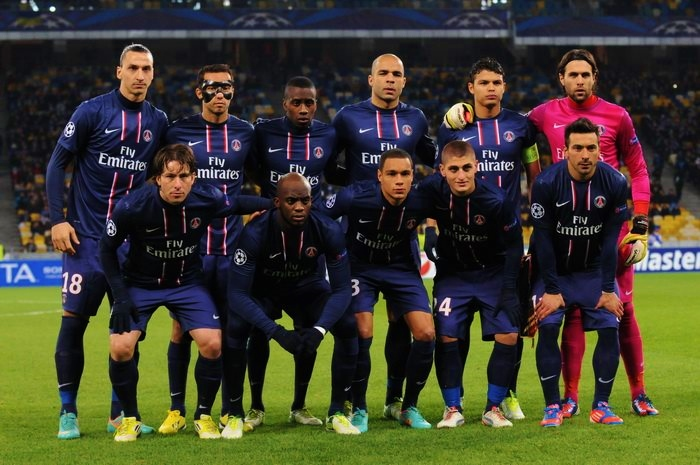
پی‌اس‌جی در فصل ۱۳–۲۰۱۲ به لیگ قهرمانان اروپا بازگشت.

اسطوره باشگاه ، لئوناردو به عنوان مدیر ورزشی بازگردانده شد و در تابستان ۲۰۱۱ بر هزینه‌های ولگردی نظارت کرد که تاکنون در تاریخ لیگ ۱ بی‌سابقه بوده است. علیرغم اینکه در فصل ۱۲–۲۰۱۱ پشت سر مون‌پلیه به پایان رسید، سرانجام در فصل ۱۳–۲۰۱۲ با هدایت بازیکن ستاره ، زلاتان ابراهیموویچ، کاپیتان تیم ، تیاگو سیلوا و مدیر معروف کارلو آنچلوتی، عنوان قهرمانی در لیگ دست نیافتنی به پاریس بازگردانده شد. ۳۰ گل زلاتان تقریباً به تنهایی باعث شد تا تیم پایتخت به اولین قهرمانی خود در لیگ ۱ در ۱۹ سال گذشته و در مجموع سومین قهرمانی خود برسد. با این حال، پاری سن ژرمن بدشانس بود که پس از تساوی در هر دو بازی، با گل‌های خارج از خانه بارسلونا در مرحله یک چهارم نهایی از لیگ قهرمانان اروپا حذف شد.

### چهارگانه ملی و پیشرفت در اروپا
قراردادهای بزرگ با ورود ادینسون کاوانی در سال ۲۰۱۳ و دیوید لوئیز در سال ۲۰۱۴ ادامه یافت علیرغم جدایی کارلو آنچلوتی، پاری سن ژرمن با هدایت لوران بلان به پیروزی‌های خود ادامه داد. این باشگاه اولین سه‌گانه داخلی (لیگ ۱، کوپه د لا لیگ و جام قهرمانان) را در فصل ۱۴–۲۰۱۳ به دست آورد، پیش از اینکه یک چهارگانه ملی بی‌سابقه (لیگ ۱، کوپه دو فرانس، کوپه د لا لیگ و جام قهرمانان اروپا) را دو بار پیاپی در ۱۵–۲۰۱۴ و ۱۶–۲۰۱۵ به دست آورد. با این حال، تیم‌های بلان هرگز نتوانستند از مرحله یک چهارم نهایی لیگ قهرمانان اروپا عبور کنند، هدفی که ناصر الخلیفی رئیس‌جمهور و گروه مالکیت QSI مشخص کردند که معیار نهایی موفقیت باشگاه است.
اونای امری تازه از سه قهرمانی پیاپی لیگ اروپا با سویا، به خاطر پیشینه اروپایی خود توسط پی‌اس‌جی استخدام شد. اما با رفتن زلاتان ابراهیموویچ، ستاره تیم، باشگاه فصل ناامیدکننده ۱۷–۲۰۱۶ را تحمل کرد. پاریس توسط موناکو به عنوان قهرمانی لیگ ۱ دست یافت و برای اولین بار در پنج سال گذشته از صدر جدول بازماند. علاوه بر این، پاری سن ژرمن در مرحله یک‌هشتم نهایی لیگ قهرمانان اروپا با برتری ۴–۰ مقابل بارسلونا با شکست تاریخی ۶–۱ در نیوکمپ تسلیم شد. با این وجود، آنها یک سه‌گانه دیگر در جام حذفی را به دست آوردند و قهرمانان جام قهرمانان، کوپه د لا لیگ و کوپه دو فرانس را به دست آوردند.
در پاسخ، پاری سن ژرمن یک مثلث هجومی ترسناک متشکل از ادینسون کاوانی و نیمار و کیلیان امباپه ، خریدارهای رکورددار جهان در فصل ۱۸–۲۰۱۷ گرد هم آورد. باشگاه پایتخت عنوان قهرمانی لیگ ۱ را پس گرفت و با موفقیت از سه جام دفاع کرد و برای سومین بار در چهار فصل، چهارگانه داخلی را به دست آورد. اما، با توجه به هزینه‌های هنگفت هواداران پاریسی، این پیروزی‌ها در صحنه ملی پس از خروج آنها از لیگ قهرمانان اروپا در دستان رئال مادرید در مرحله یک‌هشتم نهایی کافی نبود در نتیجه اونای امری در پایان فصل از باشگاه جدا شد.
پاری سن ژرمن بار دیگر در مرحله یک‌هشتم نهایی لیگ قهرمانان اروپا در فصل ۱۹–۲۰۱۸ سقوط کرد و پس از پیروزی در بازی رفت ۲–۰ در اولدترافورد، متحمل شکست شوک ۳–۱ در خانه منچستریونایتد شد. در این فصل، آنها برای هشتمین بار در تاریخ خود قهرمان لیگ ۱ شدند، اما در فینال کوپه دو فرانس مقابل رن شکست خوردند. پاری سن ژرمن به شکلی شرم‌آور از کوپه د لا لیگ حذف شد، زیرا در یک چهارم نهایی ۲–۱ در خانه به گنگام باخت. با این حال، این تیم ده روز بعد در لیگ همان حریف را با اختلاف ۹–۰ شکست داد.
در فصل ۲۰–۲۰۱۹، پی‌اس‌جی برای نهمین بار در تاریخ خود قهرمان لیگ ۱ شد، پس از اینکه این عنوان بر اساس نسبت PPG به آنها اعطا شد زیرا فصل به دلیل همه‌گیری کووید-۱۹ پیش از موعد به پایان رسید. پس از پایان قرنطینه، آنها همچنین پس از شکست دادن سنت اتین در فینال و آخرین کوپه د لا لیگ با پیروزی در ضربات پنالتی بر لیون در فینال در ۳۱ ژوئیه، کوپه دو فرانس را پس گرفتند. در لیگ قهرمانان اروپا ۲۰–۲۰۱۹، پی‌اس‌جی پس از پیروزی ۲–۱ مقابل آتالانتا، برای دومین بار از سال ۱۹۹۵ به نیمه نهایی رسید، و سپس با شکست لایپزیگ ۳–۰ به اولین فینال تاریخ خود رسید. در یک فینال فشرده، پی‌اس‌جی با نتیجه ۱–۰ مغلوب بایرن مونیخ شد. در فصل ۲۱–۲۰۲۰، پی‌اس‌جی قهرمان کوپه دو فرانس شد، اما نتوانست عنوان قهرمانی لیگ ۱ را حفظ کند. با این حال، این باشگاه برای دومین بار پیاپی به نیمه نهایی لیگ قهرمانان اروپا راه یافت، به ویژه با حذف بارسلونا و بایرن مونیخ پیش از اینکه در فینال منچستر سیتی شکست بخورد.
پیش از فصل ۲۲–۲۰۲۱، پاری سن ژرمن خرید هفت بازیکن را تکمیل کرد. جانلوئیجی دوناروما، اشرف حکیمی، نونو مندز، لیونل مسی، دانیلو پریرا، سرخیو راموس، و جورجینیو ویینالدوم. پنجره نقل و انتقالات تابستانی این باشگاه توسط بسیاری از ناظران به عنوان یکی از بهترین پنجره‌های تاریخ فوتبال در نظر گرفته شد و چهار بازیکن از این هفت بازیکن با نقل و انتقالات آزاد به آن پیوستند. بعداً در فصل، پاری سن ژرمن قهرمان لیگ ۱ را پس گرفت، اما در لیگ قهرمانان اروپا در دور یک شانزدهم به دست رئال مادرید کوتاه آمد، تساوی که با عدم اطمینان پیرامون آینده کیلیان امباپه تقویت شد. با این حال، در ۲۱ مه ۲۰۲۲، امباپه قرارداد خود را با پی‌اس‌جی تا سال ۲۰۲۵ تمدید کرد، علیرغم گمانه زنی‌ها در مورد انتقال احتمالی به رئال مادرید، که باعث شد مقامات لا لیگا شکایتی را به یوفا در رابطه با انباشته شدن ضررهای پی‌اس‌جی در لیگ برتر ارائه کنند. سال‌های گذشته.
ناصر الخلیفی، رئیس باشگاه، ناراضی از هدایت باشگاه و عدم موفقیت اروپایی، وعده تغییرات بزرگی را در فصل آینده داد و اظهار داشت که این تیم آن‌طور که در حال حاضر ساخته شده است، قهرمان لیگ قهرمانان اروپا نخواهد شد. این در مصاحبه با پاریزین بود. تغییرات در سطح بسیار عمیق در باشگاه مورد نیاز بود و به همین دلیل در طول فصل پیش‌فصل برای فصل ۲۳–۲۰۲۲، باشگاه بازسازی بلندپروازانه‌ای را آغاز کرد. این کار با استخدام لوئیس کامپوس کارشناس بازار نقل و انتقالات آغاز شد که ابتدا در موناکو و سپس در لیل نام خود را مطرح کرد. کامپوس از سال ۲۰۱۳ تا ۲۰۱۶ نام خود را به عنوان مدیر ورزشی در موناکو ثبت کرد. او بر نقل و انتقالات رادامل فالکائو، ژائو موتینیو، جیمز رودریگز، فابینیو، آنتونی مارسیال، برناردو سیلوا و توماس لمار و دیگران نظارت داشت. تغییری در اخلاق باشگاه مشاهده شد و به دنبال آن اخراج پوچتینو مربی تیم اصلی در حالی که اعلامیه برای استخدام کریستوف گالتیه به سرعت منتشر شد. یک پیش‌فصل شلوغ و با سیاست نقل و انتقالات جدید «بنگ بلینگ» دنبال شد، باشگاه به سرعت نونو مندز، ویتینیا، هوگو اکیتیکه و نوردی موکیله را به خدمت گرفت. در همین حال تعداد زیادی از بازیکنان مسن‌تر که به این پروژه متعهد نبودند در لیست انتقال قرار گرفتند.